# تشارلي دوغرتي
تشارلي دوغرتي (بالإنجليزية: Charlie Dougherty)‏ هو لاعب كرة قاعدة أمريكي، ولد في 7 فبراير 1862 في دارلينجتون في الولايات المتحدة، وتوفي في 18 فبراير 1925 في ميلواكي في الولايات المتحدة.

## وصلات خارجية
- تشارلي دوغرتي على موقعبيزبول رفرنس.كوم (الدوري الرئيسي) (الإنجليزية)
- تشارلي دوغرتي على موقعبيزبول رفرنس.كوم (الدوري الثانوي) (الإنجليزية)